# Hrabia Essex

## Informacje ogólne
- Dodatkowymi tytułami hrabiego Essex są:
  - wicehrabia Maldon
  - baron Capell
- Najstarszy syn hrabiego Essex nosi tytuł wicehrabiego Maldon

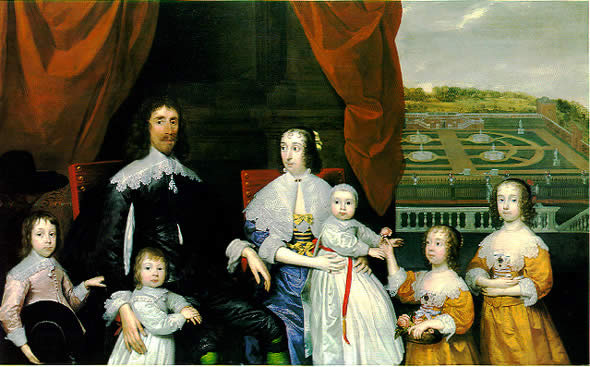
Portret rodziny Arthur Capell, 1. baron Capell

Hrabiowie Essex 1. kreacji (parostwo Anglii)
- 1139–1144: Geoffrey de Mandeville, 1. hrabia Essex
- 1144–1166: Geoffrey de Mandeville, 2. hrabia Essex
- 1166–1189: William de Mandeville, 3. hrabia Essex

Hrabiowie Essex 2. kreacji (parostwo Anglii)
- 1199–1213: Geoffrey Fitz Peter, 1. hrabia Essex
- 1213–1216: Geoffrey FitzGeoffrey de Mandeville, 2. hrabia Essex
- 1216–1227: William FitzGeoffrey de Mandeville, 3. hrabia Essex

Hrabiowie Essex 3. kreacji (parostwo Anglii)
- 1239–1275: Humphrey de Bohun, 2. hrabia Hereford i 1. hrabia Essex
- 1275–1298: Humphrey de Bohun, 3. hrabia Hereford i 2. hrabia Essex
- 1298–1322: Humphrey de Bohun, 4. hrabia Hereford i 3. hrabia Essex
- 1322–1336: John de Bohun, 5. hrabia Hereford i 4. hrabia Essex
- 1336–1361: Humphrey de Bohun, 6. hrabia Hereford i 5. hrabia Essex
- 1361–1373: Humphrey de Bohun, 7. hrabia Hereford i 6. hrabia Essex

Hrabiowie Essex 4. kreacji (parostwo Anglii)
- 1376–1397: Tomasz Woodstock, 1. hrabia Essex

Hrabiowie Essex 5. kreacji (parostwo Anglii)
- 1461–1483: Henry Bourchier, 1. hrabia Essex
- 1483–1540: Henry Bourchier, 2. hrabia Essex

Hrabiowie Essex 6. kreacji (parostwo Anglii)
- 1540–1540: Thomas Cromwell, 1. hrabia Essex

Hrabiowie Essex 7. kreacji (parostwo Anglii)
- 1543–1571: William Parr, 1. hrabia Essex

Hrabiowie Essex 8. kreacji (parostwo Anglii)
- 1572–1576: Walter Devereux, 1. hrabia Essex
- 1576–1601: Robert Devereux, 2. hrabia Essex
- 1601–1646: Robert Devereux, 3. hrabia Essex

Baronowie Capell 1. kreacji (parostwo Anglii)
- 1641–1649: Arthur Capell, 1. baron Capell
- 1649–1683: Arthur Capell, 2. baron Capell

Hrabiowie Essex 9. kreacji (parostwo Anglii)
- 1661–1683: Arthur Capell, 1. hrabia Essex
- 1683–1710: Algernon Capell, 2. hrabia Essex
- 1710–1743: William Capell, 3. hrabia Essex
- 1743–1799: William Anne Capell, 4. hrabia Essex
- 1799–1839: George Capell, 5. hrabia Essex
- 1839–1892: Arthur Algernon Capell, 6. hrabia Essex
- 1892–1916: George Devereux de Vere Capell, 7. hrabia Essex
- 1916–1966: Algernon George de Vere Capell, 8. hrabia Essex
- 1966–1981: Reginald George de Vere Capell, 9. hrabia Essex
- 1989–2005: Robert Edward de Vere Capell, 10. hrabia Essex
- 2005 -: Frederick Paul de Vere Capell, 11. hrabia Essex